# Refleks
Refleksna akcija, poznatija kao refleks, je nevoljni i skoro trenutni pokret kao odgovor na stimulans. Naučno korištenje termina „refleks” odnosi se na ponašanje koje je posredovano preko refleksnog luka; ovo se ne odnosi na uzročno-posledičnu upotrebu termina „refleks”. Uključujući i životno važne reflekse unutrašnjih organa, procenjuje se da čak oko 80% reakcija ljudskog tela deluje refleksno.

## Refleksi čoveka

### Potezni refleksi
Potezni refleksi (često zvani duboki tetivni refleksi, iako ih ne treba mešati sa refleksima Goldžijeve tetive) pružaju informacije o integritetu centralnog i perifernog nervnog sistema. Generalno, oslabljeni refleksi ukazuju na probleme u PNS-u, živahni ili preuveličani refleksi u centralnom nervnom sistemu. U ispitivanju funkcija ovih delova nervnog sistema, najčešće se testiraju sledeći:
- Bicepsni refleks ( C5 , C6 );
- Brahioradijalni refleks (C5, C6, C7 );
- Refleks ekstenzora prsta (C6, C7);
- Tricepsni refleks (C6, C7, C8 );
- Patelni refleks ( L2 , L3 , L4 );
- Refleks gležnja (Ahilove tetive) ( S1 , S2 )

Dok se pomenuti refleksi mehanički stimulišu, termin H-refleksi odnosi se na analogne reflekse stimulisane električno i refleks vibracija tonusa za one koji su stimulisani putem vibracija.

### Refleksi koji uključuju moždane živce
U ispitivanju stanje funkcija nervnog sistema primenjuje se provera nekoliko refleksa, kako sledi (uključeni senzorni i motorno nervi su označeni standardnim rimskim brojevima).
| Naziv                                                 | Čulni | Motorni |
| Svetlosni refleks zenica                              |       |         |
| Refleks akomodacije                                   |       |         |
| Vilični refleks                                       |       |         |
| Refleks rožnjače, takođe poznat kao treptajni refleks |       |         |
| Glabelarni refleks                                    |       |         |
| Vestibulo-očni refleks                                |       |         |
| Geg refleks                                           |       |         |

### Refleksi dojenčadi
Postoje refleksi koji se obično ispituju samo kod novorođenčadi, a najčešći je refleks hvatanja.
Novorođene bebe imaju i niz drugih refleksa koji se ne vidi kod odraslih, a koji se nazivaju primitivni refleksi. Ove automatske reakcije na stimulanse omogućavaju bebi da odgovori na okolinu pre nego što počne učenje. Oni uključuju:
- Asimetrični refleks vratnog tonusa (ATNR);
- Palomentalni refleks;
- Primorani refleks, takođe poznat i kao iznenadni refleks;
- Palmarni refleks opipa
- Refleks dojke
- Simetrični refleks vratnog tonusa (STNR)
- Refleks labirintnog tonusa (TLR)

### Ostali refleksi
Ostali refleksi čiji su centri u centralnom nervnom sistemu uključuju:
Abdominalni refleksi (T6-L1):
- Gastrokoliični refleks
- Anokutani refleks (S2-S4)
- Kremasterični refleks (L1-L2)
- Refleks ronjenja (sisara);
- Refleks mišićne odbrane;
- Refleks grebanja;
- Refleks straha;
- Refleks povlačenja ili refleks bega;
- Refleks ukrštenog ekstenzora;

Mnogi od ovih refleksi su prilično složeni, jer zahtevaju uključivanje velikog broja sinapsi u velikom broju različitih jezgara u CNS (npr, refleks bega). Ostali pomenuti refleksi uključuju funkciju samo nekoliko sinapsi (npr.refleks povlačenja). Procesi kao što su disanje, varenje, i održavanje otkucaja srca mogu se smatrati refleksima akcije, prema nekim definicijama pojma.

### Pravila obeležavanja
U medicini, refleksi se često koriste za procenu zdravlja nervnog sistema. Aktivnost refleksa se obično određuje na skali od 0 do 4. Dok se 2+ se smatra normalnim, neki zdravi pojedinci su hiporefleksivni i ispoljavaju sve reflekse na 1+, dok su druge hiperrefleksivni i imaju sve reflekse na 3+.
| Kategorija  | Opis                     |
| 0           | Odsutan                  |
| 2+ ili ++   | "Normalno"               |
| 3+ ili +++  | Hiperaktivan bez klonusa |
| 4+ ili ++++ | Hiperaktivan sa klonusa  |

## Neurofiziologija refleksa kičmene moždine

### Refleksi kičmene moždine
Osetne se informacije integrišu na svim nivoima nervnog sistema, te uzrokuju prikladne motorne reakcije. Ta se integracija počinje odvijati u kičmenoj moždini u kojoj nastaju srazmerno jednostavni refleksi, a zatim se nastavlja u moždanom stablu, gde nastaju složenije reakcije i, napokon u velikom mozgu, koji nadzire najsloženije reakcije.

### Organizacija kičmene moždine za obavljanje motoričkih funkcija
Siva materija kičmene moždine je integracijsko područje za spinalne reflekse i druge motoričke funkcije. Ostali signali ulaze u moždinu gotovo isključivo senzorskim (stražnjim) korenovima. Pošto uđe u moždinu, svaki osetni signal odlazi u dva odvojena odredišta. Prvo, jedna grana osetnog živca završava u sivoj materiji moždine, te podstiče lokalne segmentne reflekse i druge učinke. Druga grana šalje signale u više nivoe živčanog sistema, u više nivoe same kičmene moždine, u moždano stablo ili čak u koru velikog mozga.
U sivoj materiji svakog segmenta kičmene moždine ima nekoliko miliona neurona. Deo njih učestvuje u prekopčavanju osetnih signala. Preostali neuroni mogu se podeliti u dve različite vrste: motoneuroni prednjih rogova i interneuroni.
Motoneuroni prednjih rogova čine živčana vlakna koja izlaze iz kičmene moždine prednjim korenovima i inerviraju skeletna mišićna vlakna. Dele se u dve vrste: alfa-motoneuroni (impulsi za kontrakciju) i gama-neuroni (impulsi za napon mišića u mirovanju).
Interneuroni se nalaze u svim područjima sive materije kičmene moždine: u stražnjim rogovima, u prednjim rogovima, te u područjima između njih. Mali su i vrlo podražljivi. Međusobno su povezani brojnim vezama, a mnogi među njima direktno inerviraju motoneurone prednjih rogova. Veze između motoneurona i interneurona odgovorne su za mnoge integracijske funkcije kičmene moždine.
Samo mali broj osetnih signala koji dolaze spinalnim živcima ili stižu iz mozga završava na motoneuronima prednjih rogova. Većina se signala najpre prenosi kroz interneuronske sklopove.

### Receptorska funkcija mišićnog vretena
Svako je vreteno građeno od malih intrafuzalnih mišićnih vlakana (služe za tonus mišića u mirovanju i inervirani su gama-neuronima), koja su pričvršćena za okolna ekstrafuzalna vlakna (za kontrakcije, inervirani od alfa-neurona).
Krajeve vlakna podražuju tanka gama-motorička živčana vlakna, koja potiču iz gama-motoričkih neurona. Ta se vlakna nazivaju i gama-eferentnim vlaknima, nasuprot alfa-eferentnim vlaknima koja inerviraju ekstrafuzalna vlakna skeletnog mišića.

### Refleks na istezanje (miotatički refleks)
Naglo istezanje mišića podražave mišićno vreteno, nakon čega ono šalje snažne impulse u kičmenu moždinu. Alfa-eferetnim nervnim vlaknima moždine zatim se šalu signali u ekstrafuzalna mišićna vlakna, te uzrokuje refleksnu kontrakciju tog istog mišića. Razumljivo da zbog toga da taj refleks naziva jednostavno refleksom na istezanje mišića. Taj refleks ima dinamičku i statičku komponentu.
Dinamički refleks na istezanje posledica je snažnog dinamičnog signala iz mišićnih vretena. To znači da se prilikom naglog istezanja mišića prenosi veoma jak signal u kičmenu moždinu, ali on je jak samo dok se dužina mišića povećava. Kad uđu u moždinu, većina signala odlazi direktno do motoneurona prednjih rogova, zaobilazeći interneurone. To uzrokuje refleksnu kontrakciju onog mišića iz kojeg su potekli signali mišićnih vretena. Prema tome, naglo istezanje mišića uzrokuje njegovu refleksnu kontrakciju što se suprotstavlja njegovom daljnjem istezanju.
Dok se dinamički refleks na istezanje gasi u deliću sekunde nakon istezanja mišića na novu dužinu, slabiji statički refleks na istezanje traje još dugo nakon toga. Taj refleks uzrokuju neprekidni statički receptorski signali. Značenje statičnog refleksa na istezanje je u tome što on i dalje uzrokuje mišićnu kontrakciju, sve dok je dužina mišića povećana (mnogo minuta ili nekoliko sati, ali ne i nekoliko dana). Mišić se tako kontrakcijom suprotstavlja sili koja ga previše produžuje.
Kad se mišić naglo skrati, nastaju suprotni efekti. To znači da ekstrafuzalna vlakna u mišiću prestaju da budu stimulisana, pa se mišić opusti. Prema tome, negativni refleks na istezanje suprotstavlja se skraćenju mišića baš kao što se pozitivan refleks na istezanje suprotstavlja njegovom produženju. Može se zaključiti da mišićno vreteno refleksnim putem nastoji da dužinu mišića očuva stalnom.

### Kliničke primene refleksa na istezanje, patelarni refleks i drugi mišićni refleksi
Izazivanje patelarnog refleksa i drugih mišićnih refleksa klinička je metoda koja se koristi u određivanju funkcijskog integriteta refleksa na istezanje. Patelarni se refleks može jednostavno izazvati tako što se čekićem za izazivanje refleksa udari po patelarnoj tetivi. Time se istegne kvadriceps i pokrene dinamički refleks na istezanje, pa se potkolenica trgne prema napred.
Slični se refleksi mogu podstaknuti u gotovo svakom mišiću u telu udaranjem po mišićnoj tetivi ili po trbuhu samog mišića. Drugim rečima, za izazivanje refleksa na istezanje potrebno je samo naglo istegnuti mišićna vretena.
Neurolozi se služe mišićnim refleksima da bi odredili stepen facilitacije centra u kičmenoj moždini. Kad se veliki broj facilitacijskih impulsa prenosi iz gornjih područja središnjeg živčanog sistema u kičmenu moždinu, mišićni refleksi su znatno pojačani. S druge strane kad su facilitacijski impulsi potisnuti ili ih uopće nema, onda su i mišićni refleksi izrazito oslabljeni ili se uopće ne mogu podstaknuti. Ti se refleksi najčešće koriste za određivanje mišićnih spastičnosti nakon oštećenja motoričnih područja u mozgu. Difuzna oštećenja motoričnih područja na suprotnoj strani kore velikog mozga obično uzrokuju pojačanje mišićnih refleksa. To se često događa kod bolesnika pogođenih infarktom mozga.

### Golgžijev tetivni refleks
Goldžijev tetivni organ je učaureni osetni receptor kroz koji prolazi mali snopić mišićnih tetivnih vlakana. Goldžijev se organ podražuje napetošću što je uzrokuje taj mali snopić mišićnih vlakana. Prema tome, glavna je razlika između funkcije Goldžijevog tetivnog organa i mišićnog vretena u tome što vreteno registruje promene dužine mišića, a tetivni organ registruje promene mišićne napetosti.
Taj refleks omogućava negativnu povratnu spregu koja onemogućava razvijanje prevelike mišićne napetosti.

### Fleksorni refleksi (refleksi uklanjanja)
Gotovo bilo koja vrsta osetnog podražaja na koži spinalne ili decerebrirane životinje uzrokuje najverovatnije kontrakciju fleksora tog uda, što dovodi do njegovog uklanjanja od izvora podražaja. To se nazivamo fleksornim refleksom.
Fleksorni se refleks u svom klasičnom obliku najsnažnije izaziva podraživanjem završetaka za bol, ubodom, toplotom ili nekim drugim bolnim podražajem. Taj se refleks stoga često naziva i nociceptivnim refleskom ili refleksom bola. Međutim, i podraživanje receptora za dodir može da uzrokuje slabiji i kratkotrajniji fleksorni refleks.
Kad se stimuliše bolnim podražajem neki drugi deo tela, a ne ud, on se slično uklanja od izvora podražaja. Tada refleks ne mora da bude ograničen samo na fleksore, već je u osnovi reč o istoj vrsti refleksa. Stoga se različiti oblici refleksa te vrste u različitim područjima tela nazivaju refleksima uklanjanja. Taj će refleks podraženi deo držati daleko od izvora podražaja još 1 do 3 sekunde nakon što je podražaj prestao.

### Ukršteni ekstenzorni refleksi
Približno 0,2-0,5 sekudni pošto je podražaj uzrokovao fleksorni refleks u jednom udu, suprotni se ud počinje ekstendirati. To se naziva ukrštenim ekstenzornim refleksom. Ekstenzija suprotnog uda može da odmakne celo telo od predmeta koji uzrokuje bol.

### Recipročna inhibicija i recipročna inervacija
Ekscitacija jedne grupe mišića često je udružena s inhibicijom neke druge grupe. Kad, na primer, refleks na istezanje ekscitira jedan mišić, on istodobno inhibira antagonističke mišiće. To je pojava recipročne inhibicije, a neuronski sklop koji uzrokuje recipročan odnos zove se recipročna inervacija. Slični recipročni odnosi postoje i između dve strane kičmene moždine, što je opisano na primeru fleksornog i ekstenzornog refleksa.

### Spinalni refleksi koji uzrokuju mišićni spazam
Spazam trbušnih mišića koji nastaje tokom peritonitisa ubrajamo u one vrste lokalnog mišičnog spazma koji uzrokuju spinalni refleksi. Gotovo ista vrsta spazma često se javlja i tokom hirurških zahvata. Bolni impulsi iz parijetalnog peritoneuma uzrokuju pri tome kontrakciju abdominalnih mišića, koja katkad može biti toliko snažna da zbog pritiska na trbušnu šupljinu istisne creva kroz operativnu ranu. Zato je za abdominalne operacije redovito potrebna duboka anestezija.
Tipičan bolni mišićni grč još je jedna vrsta lokalnog spazma. Svaki lokalni nadražajni faktor ili metabolički poremećaj u mišiću, npr. jaka hladnoća, hipoperfuzija ili prevelika mišićna aktivnost, mogu uzrokovati bol ili neke druge osetne impulse koji se iz mišića prenose do kičmene moždine i podstiču refleksu kontrakciju mišića. Kontrakcija još više podražava osetne receptore, pa kičmena moždina dalje pojačava intenzitet kontrakcija. Tako nastaje mehanizam pozitivne povratne sprege: slab početni podražaj uzrokuje sve jaču mišićnu kontrakciju, sve dok ne nastupi bolan mišićni grč u svom punom intenzitetu.

### Presecanje kičmene moždine i spinalni šok
Presecanjem kičmene moždina u vratnom području, odmah gotovo posve prestaju praktično sve njene funkcije, među njima i spinalni refleksi. Ta reakcija se naziva spinalni šok. Ona nastaje zbog toga što normalna aktivnost neurona u kičmenoj moždini uveliko zavisi od stalnih facilitacijskih signala iz viših centara. Dešava se da se arterijski pritisak odmah snižava na 40mm Hg iz čega se vidi da aktivnost simpatičkih živaca za krvne sudove i srce gotovo prestaje raditi. To se uglavnom normalizuje. Svi su refleksi skeletnih mišića potpuno prekinuti u početnim fazama spinalnog šoka. Da bi se spinalni refleksi normalizovali, potrebno je nekoliko nedelja. Sakralni refleksi koji nadziru pražnjenje mokraćnog mehura i debelog creva u čoveka su potpuno se prekinuti u prvih nekoliko nedelja, ali se ipak oporave.

### Stereotipni pokreti
Retka je pojava da se dete rodi bez moždanih struktura iznad mezencefaličnog područja. Neka od te dece, nazvane anencefaličnim nakazama, održala su se na životu više meseci. Ona mogu obavljati gotovo sve funkcije hranjenja, poput sisanja, izbacivanja neugodne hrane iz usta, te primicanja ruku ustima da bi sisala prste. Osim toga, ona mogu da zevaju, da se protežu, plaču i prate predmete pokretima očiju ili glave. Pritisak na prednje strane gornjih delova nogu uzrokuje njihovo podizanje u sedeći položaj.

## Literatura
- Ann B. Butler; Hodos, William (2005). Comparative Vertebrate Neuroanatomy: Evolution and Adaptation (2nd изд.). Wiley. ISBN 978-0471733836.